# Die Geschichte eines einfachen Mannes
Die Geschichte eines einfachen Mannes ist ein Roman von Timon Karl Kaleyta, der 2021 im Piper Verlag erschienen ist. Der Roman handelt vom Werdegang eines narzisstischen Mannes in der Musikbranche und an Universitäten.

## Handlung
Der homodiegetische Erzähler schaut zufrieden auf seine Kindheit zurück: Obwohl seine Eltern am Fließband einer Fabrik arbeiten, konnten sie gut für ihren Sohn sorgen und behandelten ihn stets liebevoll. Der Erzähler fällt das Lernen leicht, ist sportlich und hübsch.
In der Oberstufe nimmt er den Wahlsieg Gerhard Schröders schockiert wahr; er hat sich zuvor für den CDU-Kandidaten Helmut Kohl eingesetzt, damit sich an seinem Leben nichts ändert. In einem Gespräch mit seinem Geschichtslehrer erfährt er, dass er als Sohn armer Menschen sich taktisch klug und rücksichtslos durchsetzen müsse und die Wahl Schröders nichts verändern würde. Er schließt sein Abitur mit durchschnittlichen Noten ab, die er aber überschätzt.
Nach Monaten der Unentschlossenheit nach seinem Abitur – inzwischen hat er ein Lied mit seinem Freund Sebastian aufgenommen – möchte sich der Erzähler in der Universität Bochum für Medizin einschreiben, erfährt jedoch, dass er sich zuvor einschreiben hätte müssen und mit seinem Abitur ohnehin keine Chance hätte. Er entscheidet sich daraufhin zufällig dazu, Soziologie und Germanistik zu studieren. Der Student ist bestürzt über die überfüllten Lesesäle und fürchtet, nicht aufzufallen. Er verachtet zunehmend seine Kommilitonen, die er für disziplinlos und naiv hält. Er steigert sich in die Lektüre seines Studiums hinein, die er teilweise gar nicht verstehen kann, entwickelt ein neoliberales Weltbild und freut sich darauf, für seinen sehr guten Bachelor vom Präsidenten der Universität ausgezeichnet zu werden. Allerdings erhalten sehr viele Studenten einen sehr guten Abschluss, den selbst sein Professor für wertlos erachtet. Währenddessen hat der Erzähler mithilfe seines reichen Freundes Sebastian ein Album aufgenommen.
Der Erzähler erhält einen Bildungskredit vom DAAD für ein Auslandssemester in Spanien. In Madrid findet er eine Wohnung einer jungen Frau, zu der er eine Beziehung aufbaut und um deren Sohn er sich kümmert, während sie in einem Fastfood-Restaurant arbeitet. Er vergisst sorglos sein Studium und fängt erst nach einer Ermahnung durch den DAAD neun Wochen nach Semesterbeginn mit seinem Studium an. Er nimmt sich vor, nie nach Deutschland zurückzukehren. Nach einigen Monaten ist sein Konto aufgrund seiner Schulden gesperrt; er nimmt die Hilfe seines Freundes Sebastians an, den er Monate ignoriert hat und verlässt seine Freundin und ihren Sohn unangekündigt und ohne die Miete bezahlt zu haben.
In Deutschland arbeitet er gemeinsam mit seinem Freund an einem neuen Album. Zudem studiert er Medienwissenschaft an der Universität Düsseldorf. Dort möchte er eine akademische Karriere beschreiten, obwohl er keine Kenntnisse von seinem Studienfach hat. Er versucht stattdessen, Kontakte zu seinen Professoren zu knüpfen. Inzwischen tritt er mit seiner Band auf kleineren Bühnen auf und ist jedes Mal berauscht von der Begeisterung des jungen Publikums. Er lernt bei einer Behandlung seines Weisheitszahns eine vermögende Zahnärztin kennen, die ihn in seinen Vorhaben unterstützt – die Beziehung hält Jahre an und endet mit dem seltenen Kontakt der beiden.
Auch der Masterabschluss des Erzählers ist sehr gut, weshalb sein Professor ihm eine halbe Stelle als Vertretung für ein Jahr anbietet, die der Erzähler wutentbrannt ablehnt. Stattdessen konzentriert er sich mit seiner Band auf musikalischen Erfolg. Er findet einen Manager, der einen lukrativen Vertrag mit einer Plattenfirma aushandeln soll. Da die Band ihre Musik zu sehr an die Musikindustrie anpasst, bleibt der Erfolg jedoch aus.
Schließlich wird der Erzähler nach Monaten der Arbeitslosigkeit in einer Kunstgalerie in Berlin als Hausmeister angestellt; die Arbeitsbedingungen sind schlecht und der Erzähler, der nun bescheiden lebt, trotzdem zufrieden.

## Auszeichnung
- 2021: Literaturpreis der Stadt Fulda „für das beste deutschsprachige Prosadebüt der Büchersaison“

## Rezensionen
Die Rezensionen fielen positiv aus.
Oliver Weber schreibt bei der Zeit, der Roman sei eine provokante Erzählung, die sich von gewöhnlichen Klassenromanen unterscheide, weil „am Ende dieser provokanten Erzählung keine proletarische Erleuchtung“ warte.
Christian Lutz sieht bei der Süddeutschen Zeitung in Die Geschichte eines einfachen Mannes einen Schelmenroman. Der Protagonist sei Narzisst, „faul und feige“, dessen Erfolge – dem Protagonist würden seine schweren Fehler immer wieder verziehen – den Leser faszinierten. Für Lutz ist der Erzähler ein Repräsentat einer rücksichtslosen Generation, die von der guten Wirtschaftslage profitiert und das Klima nicht geschützt habe. „Kaleytas Debüt ist [...] so nervig wie lustig, so absurd wie treffsicher.“

## Ausgaben
- Timon Karl Kaleyta: Die Geschichte eines einfachen Mannes. Piper Verlag, München 2021, ISBN 978-3-492-07046-1.
  - Hörbuch gelesen von Christoph Gawenda, Tacheles! Verlag.